# جایزه بازی جوانمردانه فیفا

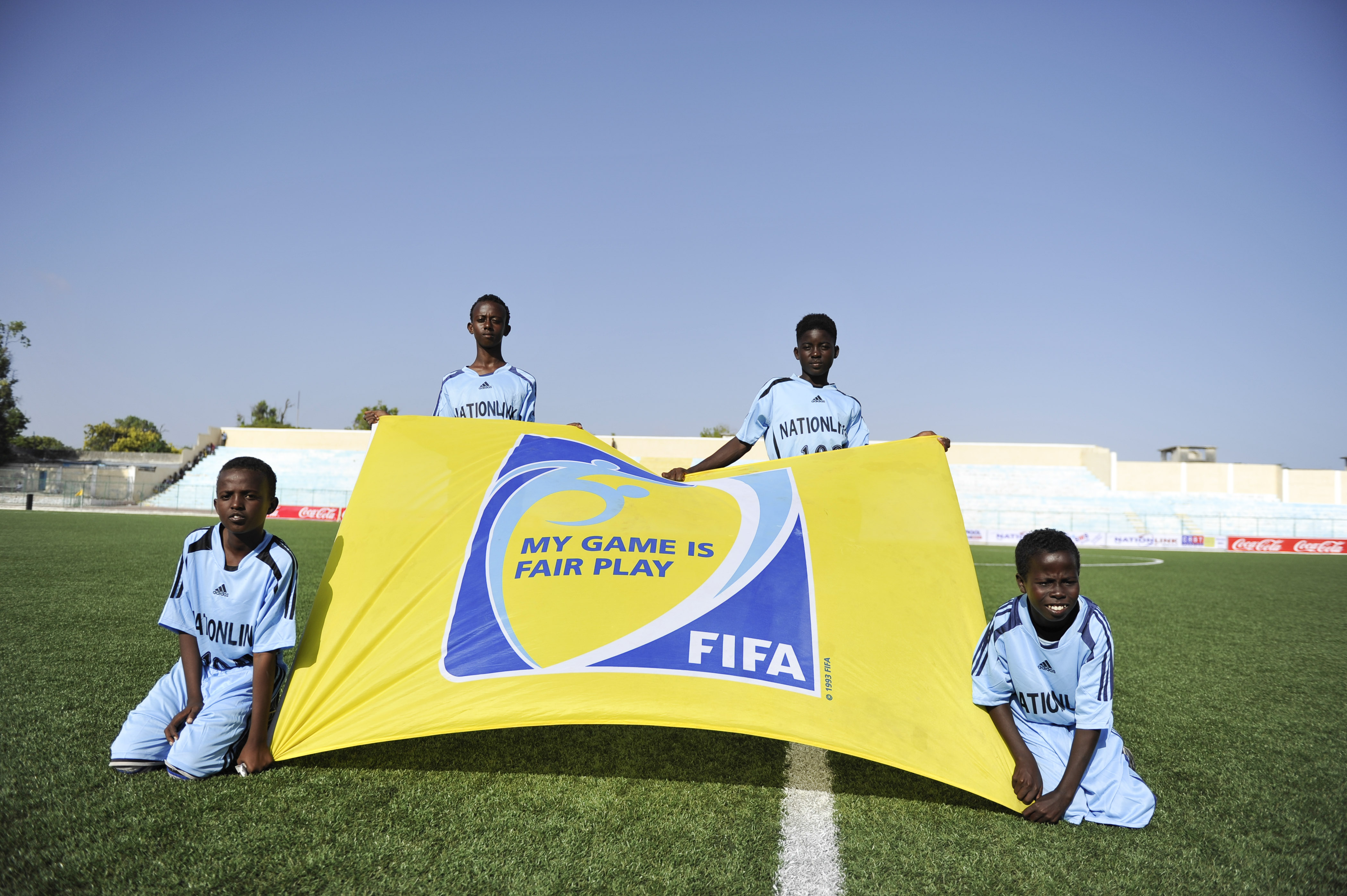
پسران توپ در ورزشگاه بنادر، سومالی، بنر بازی جوانمردانه فیفا را در دست دارند.

جایزه بازی جوانمردانه فیفا به رسمیت شناختن رفتار نمونه‌ای از سوی فیفا است که روحیه بازی جوانمردانه را در فوتبال در سراسر جهان ترویج می‌کند. اولین بار در سال ۱۹۸۷ اعطا شد و به افراد (از جمله پس از مرگ)، تیم‌ها، هواداران، تماشاگران، اتحادیه‌/فدراسیون‌های فوتبال و حتی کل جوامع فوتبال ارائه شده است. سالانه یک یا چند جایزه اهدا می‌شود، به جز سال ۱۹۹۴ که هیچ جایزه‌ای ارائه نشد.

## برندگان
| سال  | برندگان                                           | دلیل |
| ---- | ------------------------------------------------- | --- |
| ۱۹۸۷ | هواداران داندی یونایتد                            | رفتار خوب هواداران با تیم برنده، گوتبورگ در فینال جام یوفا. |
| ۱۹۸۸ | فرانک اوردنویتز                                   | رفتار ورزشی در پذیرش خطای هند در موقعیت پنالتی در دیدار کلن و وردر برمن. [1] |
| ۱۹۸۸ | تماشاگران مسابقات فوتبال المپیک ۱۹۸۸ سئول         | هواداران با رفتارهای ورزشی و متین خود تأثیری ماندگار بر جای می‌گذارند. |
| ۱۹۸۹ | حامیان تیم ملی ترینیداد و توباگو                  | رفتار ورزشی علیرغم باخت خانگی به ایالات متحده در آخرین بازی آنها در مسابقات قهرمانی کونکاکاف ۱۹۸۹.                                                                                        |
| ۱۹۹۰ | گری لینکر                                         | ۱۶ سال دوران حرفه‌ای فوتبال بدون کارت زرد یا قرمز. |
| ۱۹۹۱ | فدراسیون فوتبال سلطنتی اسپانیا                    | به طور مثال دولت، رسانه‌ها، مدارس، هنرمندان و حامیان مالی همه در فعالیت‌های بازی جوانمردانه مشارکت داشتند.                                                                                  |
| ۱۹۹۱ | ژورژینیو                                          | دوران منحصر به فرد و رفتار الگو در داخل و خارج از زمین. |
| ۱۹۹۲ | اتحادیه سلطنتی فوتبال بلژیک                       | ترویج بازی جوانمردانه با کمپین خود "فوتبال در صلح" و پروژه کمکی "کاسا هوگار" در تولوکا، مکزیک.                                                                                            |
| ۱۹۹۳ | ناندور هیدگ‌کوتی                                   | به خاطر رفتار الگویش به عنوان بازیکن و مربی مورد تجلیل قرار گرفت. |
| ۱۹۹۳ | فدراسیون فوتبال زامبیا                            | تلاش‌های تیم ملی بازسازی‌شده در پی فاجعه هوایی تیم ملی زامبیا در سال ۱۹۹۳. |
| ۱۹۹۴ | اعطا نشد                                          | اعطا نشد |
| ۱۹۹۵ | ژاک گلسمن                                         | نگرش شجاعانه به عنوان افشاگر در پرونده رشوه‌خواری والنسین و مارسی. |
| ۱۹۹۶ | ژرژ وه‌آ                                           | نشان دادن عشق واقعی خود به بازی و ارائه پیام بازی جوانمردانه به گسترده‌ترین جامعه ممکن. |
| ۱۹۹۷ | حامیان تیم ملی ایرلند                             | رفتاری مثال‌زدنی به خصوص در بازی مقدماتی جام جهانی مقابل بلژیک. [2] |
| ۱۹۹۷ | یوزف ژووینیتس (بازیکن آماتور اسلواکیایی)          | ۶۰ سال فوتبال آماتور بدون دریافت کارت زرد. |
| ۱۹۹۷ | جولی فائودی                                       | تلاش برای مقابله با کار کودکان. |
| ۱۹۹۸ | فدراسیون فوتبال ایالات متحده آمریکا               | اخلاق ورزشی حین بازی آنها در جام جهانی، علیرغم تنش‌های سیاسی متقابل برای نزدیک به ۲۰ سال.                                                                                                  |
| ۱۹۹۸ | فدراسیون فوتبال ایران                             | اخلاق ورزشی حین بازی آنها در جام جهانی، علیرغم تنش‌های سیاسی متقابل برای نزدیک به ۲۰ سال.                                                                                                  |
| ۱۹۹۸ | اتحادیه فوتبال ایرلند شمالی                       | تلاش برای اتحاد مجدد جوامع کاتولیک و پروتستان، در مسابقه‌ای در بلفاست میان کلیفتون‌ویل و لینفیلد.                                                                                           |
| ۱۹۹۹ | جامعه فوتبال نیوزیلند                             | تلاش برای موفقیت چشمگیر در مسابقات جام جهانی زیر ۱۷ سال ۱۹۹۹. |
| ۲۰۰۰ | لوکاس رادبه                                       | کار با کودکان در آفریقای جنوبی و تعهد به مبارزه با نژادپرستی در فوتبال. |
| ۲۰۰۱ | پائولو دی کانیو                                   | بیرون آوردن توپ از بازی با دست، زمانی که پل جرارد دروازه‌بان حریف آسیب دید. |
| ۲۰۰۲ | جوامع فوتبال ژاپن و کره جنوبی                     | نشان دادن روحیه برادری و اخلاق ورزشی با میزبانی مشترک جام جهانی ۲۰۰۲. |
| ۲۰۰۳ | هواداران سلتیک                                    | رفتاری مثال‌زدنی در فینال جام یوفا ۲۰۰۳، علیرغم باخت ۳–۲ سلتیک در وقت اضافه مقابل پورتو.                                                                                                   |
| ۲۰۰۴ | فدراسیون فوتبال برزیل                             | به رسمیت شناختن "مسابقه برای صلح" که توسط تیم‌های ملی برزیل و هائیتی انجام شد، جایی که بلیط مسابقه در ازای اسلحه ارائه شد.                                                                 |
| ۲۰۰۵ | مردم ایکیتوس، پرو                                 | حمایت صمیمانه از جام جهانی زیر ۱۷ سال ۲۰۰۵ و کمک به فوتبال. |
| ۲۰۰۶ | هواداران جام جهانی ۲۰۰۶                           | بازی جوانمردانه هواداران، احترام متقابل و جو خاص ایجاد شده در داخل و خارج از ورزشگاه. |
| ۲۰۰۷ | بارسلونا                                          | رد قراردادهای پرسود اسپانسر پیراهن و در عوض حمل نشان یونیسف. |
| ۲۰۰۸ | فدراسیون فوتبال ترکیه                             | تشویق گفتگو بین دو کشور که در غیر این صورت هیچ گونه روابط دیپلماتیک نداشتند. |
| ۲۰۰۸ | فدراسیون فوتبال ارمنستان                          | تشویق گفتگو بین دو کشور که در غیر این صورت هیچ گونه روابط دیپلماتیک نداشتند. |
| ۲۰۰۹ | بابی رابسون                                       | پس از مرگ به دلیل تعهد به بازی جوانمردانه نشان داده شده در طول دوران حرفهای خود به عنوان یک بازیکن و مربی دریافت کرد.                                                                     |
| ۲۰۱۰ | تیم ملی زیر ۱۷ سال زنان هائیتی                    | تحمل سختی‌ها در پی زمین‌لرزه ۲۰۱۰ هائیتی. |
| ۲۰۱۱ | فدراسیون فوتبال ژاپن                              | تحمل سختی‌ها در پی زمین‌لرزه ۲۰۱۱ ژاپن، در حالی که قهرمان جام جهانی زنان ۲۰۱۱ شد. |
| ۲۰۱۲ | فدراسیون فوتبال ازبکستان                          | نشان دادن اینکه بازی جوانمردانه و رقابت متقابل نیستند بلکه مکمل یکدیگر هستند. |
| ۲۰۱۳ | فدراسیون فوتبال افغانستان                         | همبستگی در فوتبال در برابر همه مشکلات از طریق پیامدهای بعدی جنگ، بی نظمی و درگیری. |
| ۲۰۱۴ | داوطلبان جام جهانی                                | کار، حمایت خستگی‌ناپذیر، اشتیاق و انگیزه آنها به بازی همانطور که در جام جهانی ۲۰۱۴، جام جهانی زیر ۲۰ سال زنان ۲۰۱۴، جام جهانی زیر ۱۷ سال زنان ۲۰۱۴ و جام باشگاه‌های جهان ۲۰۱۴ نشان داده شد. |
| ۲۰۱۵ | همه سازمان‌های فوتبال که از پناهندگان حمایت می‌کنند | تلاش برای حمایت از پناهندگان در مواجهه با درگیری. جرالد آساموا، که برای رفاه پناهندگان کمپین تشکیل می‌دهد، از طرف آنها پذیرفته شد.                                                         |
| ۲۰۱۶ | اتلتیکو ناسیونال                                  | پس از سقوط پرواز ۲۹۳۳ لامیا، از کونمبول درخواست کرد تا عنوان قهرمانی جام سودامریکانا ۲۰۱۶ را به شاپه‌کوئنزه اهدا کند.                                                                      |
| ۲۰۱۷ | فرانسیس کونه                                      | با انجام کمک‌های اولیه در زمین پس از برخورد، جان حریف را نجات داد. |
| ۲۰۱۸ | لنارت تای                                         | از دست دادن مسابقه سوپر لیگ یونان برای فنلو مقابل پی‌اس‌وی آیندهوون برای اهدای خون برای گیرنده‌ای که نیاز فوری به سلول‌های بنیادی مشابه برای درمان سرطان خون داشت.                            |
| ۲۰۱۹ | مارچلو بیلسا                                      | پس از گلزنی لیدز یونایتد در حالی که استون ویلا یک بازیکن مصدوم در زمین داشت، لیدز یونایتد اجازه داد استون ویلا بدون مانع گل تساوی را بزند.                                                |
| ۲۰۱۹ | لیدز یونایتد                                      | پس از گلزنی لیدز یونایتد در حالی که استون ویلا یک بازیکن مصدوم در زمین داشت، لیدز یونایتد اجازه داد استون ویلا بدون مانع گل تساوی را بزند.                                                |
| ۲۰۲۰ | ماتیا آنیسه                                       | کمک‌های اولیه حیاتی را برای حریفی که در پی برخورد در میدان هوشیاری خود را از دست داده بود، انجام داد.                                                                                      |
| ۲۰۲۱ | تیم ملی دانمارک و کادر پزشکی                      | انجام احیای قلبی ریوی و محافظت از کریستین اریکسن در بازی مرحله گروهی یورو ۲۰۲۰ مقابل فنلاند.                                                                                              |
| ۲۰۲۲ | لوکا لوکوشویلی                                    | نجات جان گئورگ تیگل پس از بیهوش شدن وی در یک مسابقه. |